# (1541) Эстония
(1541) Эстония (эст. Eesti) — типичный астероид главного пояса. Был открыт 12 февраля 1939 года финским астрономом Ирьё Вяйсяля в обсерватории Турку и назван в честь одной из прибалтийских стран — республики Эстония.

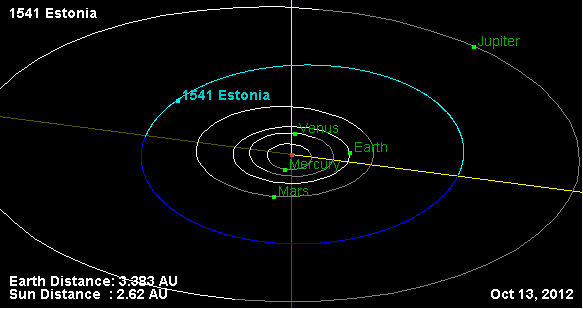
Орбита астероида Эстония и его положение в Солнечной системе